# Kościół Wniebowstąpienia Pańskiego w Domanowie
Kościół Wniebowstąpienia Pańskiego – rzymskokatolicki kościół filialny parafii św. Józefa Oblubieńca w Wierzchosławicach, mieszczący się w Domanowie w dekanacie Bolków w diecezji świdnickiej.

## Historia

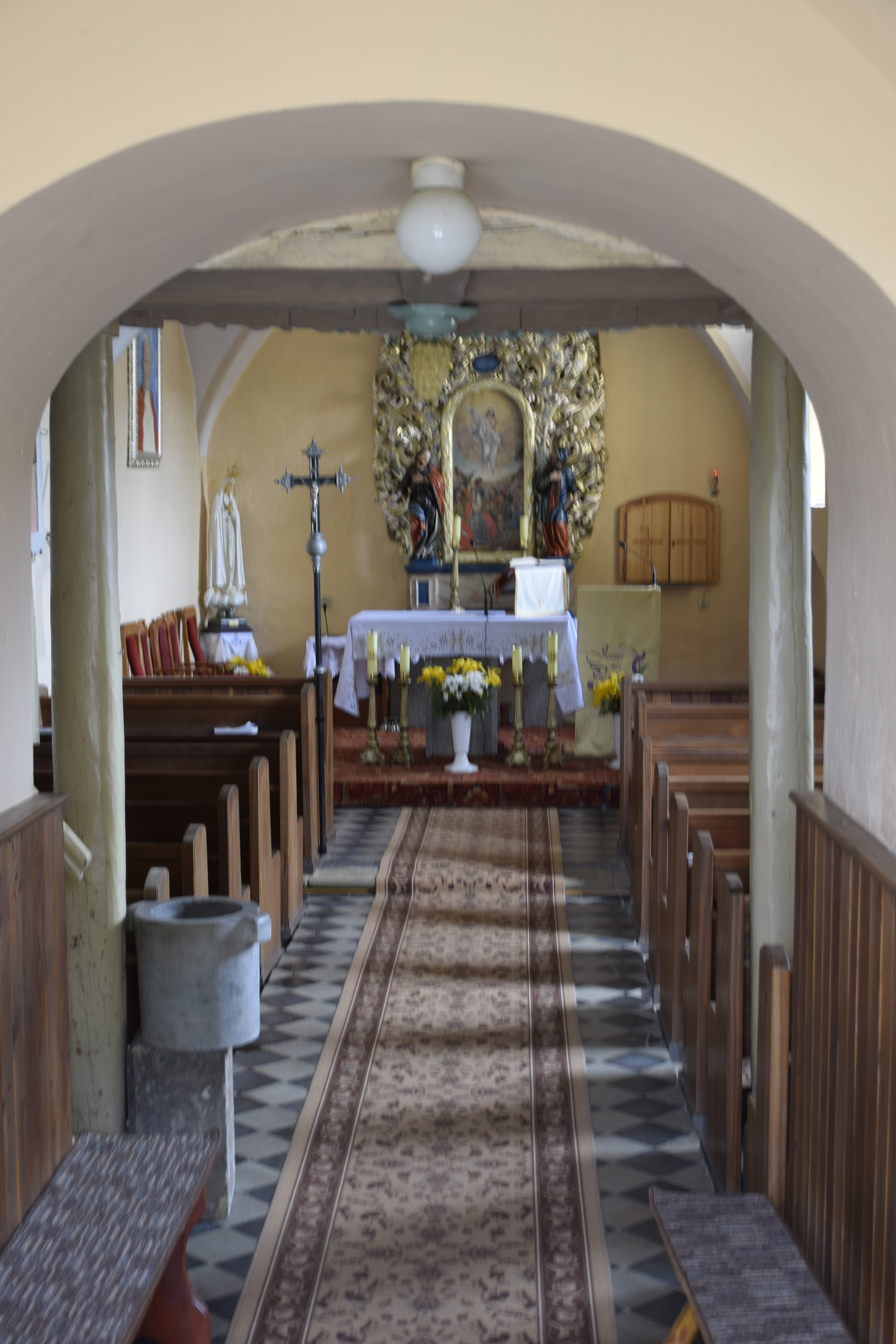
Wnętrze kościoła

Kościół filialny wzmiankowany w 1371 r. Obecny wzniesiono w II poł. XVI w., przebudowano ok. 1677 r., restaurowano w latach 1732, 1957 i 1962. Orientowany, murowany, jednonawowy z wieżą od zachodu i prostokątnym prezbiterium nakrytym sklepieniem krzyżowym, z zakrystią od północy, kruchtą od południa, nakryty dwuspadowymi dachami. We wnętrzu zachowały się m.in.: ołtarz główny, rokoko bogato rzeźbione z XVIII w., 2 barokowe rzeźby, obraz olejny na płótnie – Wniebowstąpienie Pańskie, kielich pozłacany z wizerunkami świętych na czaszy i podstawie.

## Stowarzyszenia i ruchy
Służba Liturgiczna, Dzieci Maryi, Rada Parafialna, Żywy Różaniec, Wspólnota Miłości Serca Jezusowego.